# Gustav Düsing

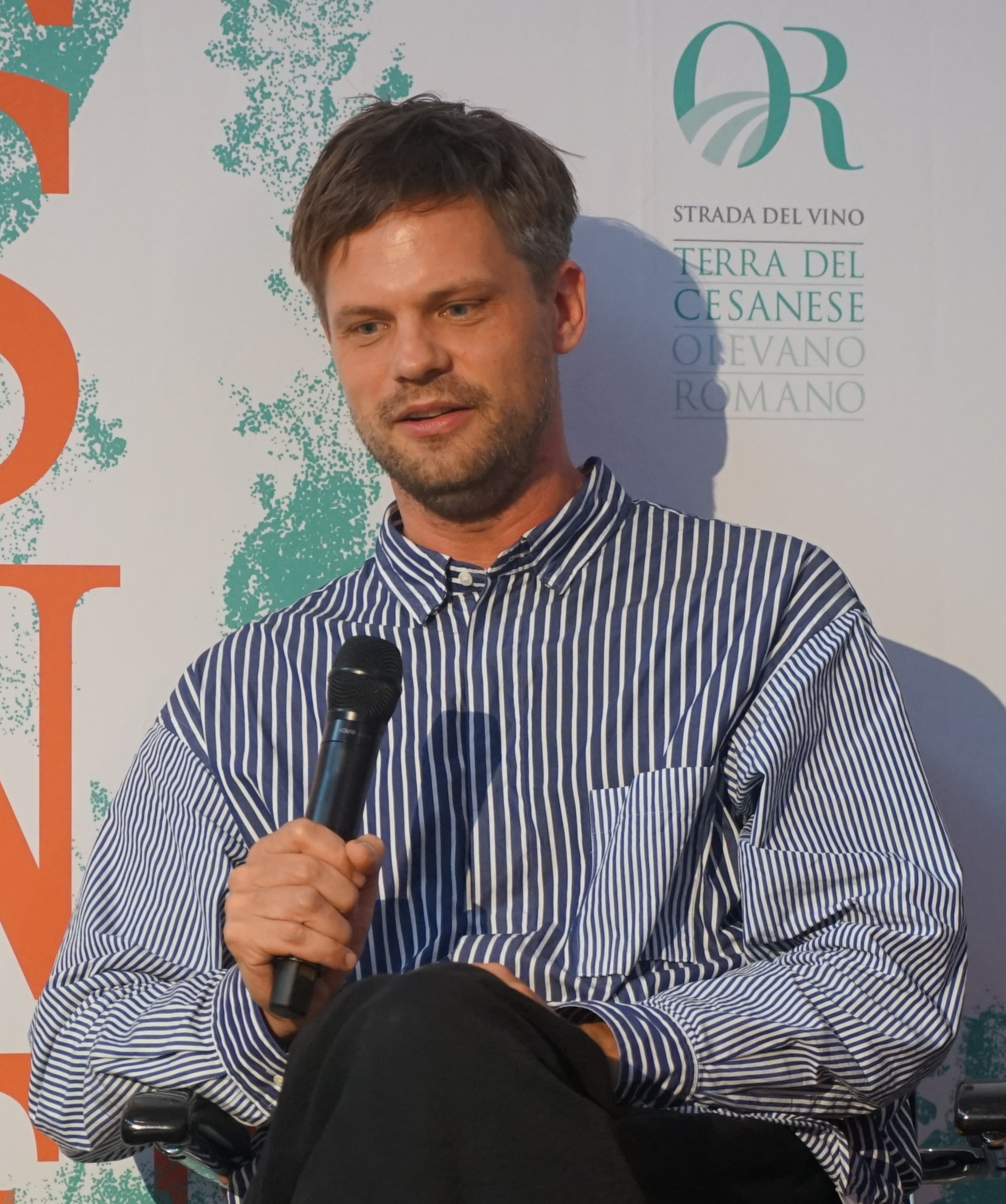
Gustav Düsing, 2025

Gustav Düsing (* 1984 in Münster) ist ein deutscher Architekt und Installationskünstler.

## Werdegang
Gustav Düsing studierte Architektur an der Universität Stuttgart und an der Architectural Association School of Architecture in London (AA Diploma). Er führt seit 2015 ein Architekturbüro in Berlin und übernahm zugleich Lehrtätigkeiten an verschiedenen Universitäten, unter anderem an der TU Braunschweig und der Universität der Künste Berlin (UdK Berlin). Er war 2021 Gastprofessor an der Universität Roma Tre in Rom und Dozent an der Cornell University in Ithaca. Düsing ist seit 2024 Gastprofessor für experimentelles Design an der UdK Berlin. Zu seinen aktuellen Projekten gehören experimentelle Bauten im Bereich Leichtbau und Klimahüllen.
Mit Max Hacke hatte Düsing 2023 ein Studierendenhaus der Technischen Universität Braunschweig erbaut, das mit vielen Preisen ausgezeichnet wurde. Zuvor hatte er 2020 den Rompreis der Villa Massimo erhalten.
Als Künstler nahm Düsing 2017 an der ersten sowie bislang einzigen Antarktis-Biennale teil und errichtete ein Zelt mithilfe von gefrorenem Wasser auf Cuverville Island.
Düsing lebt und arbeitet in Berlin.

## Bauten (Auswahl)

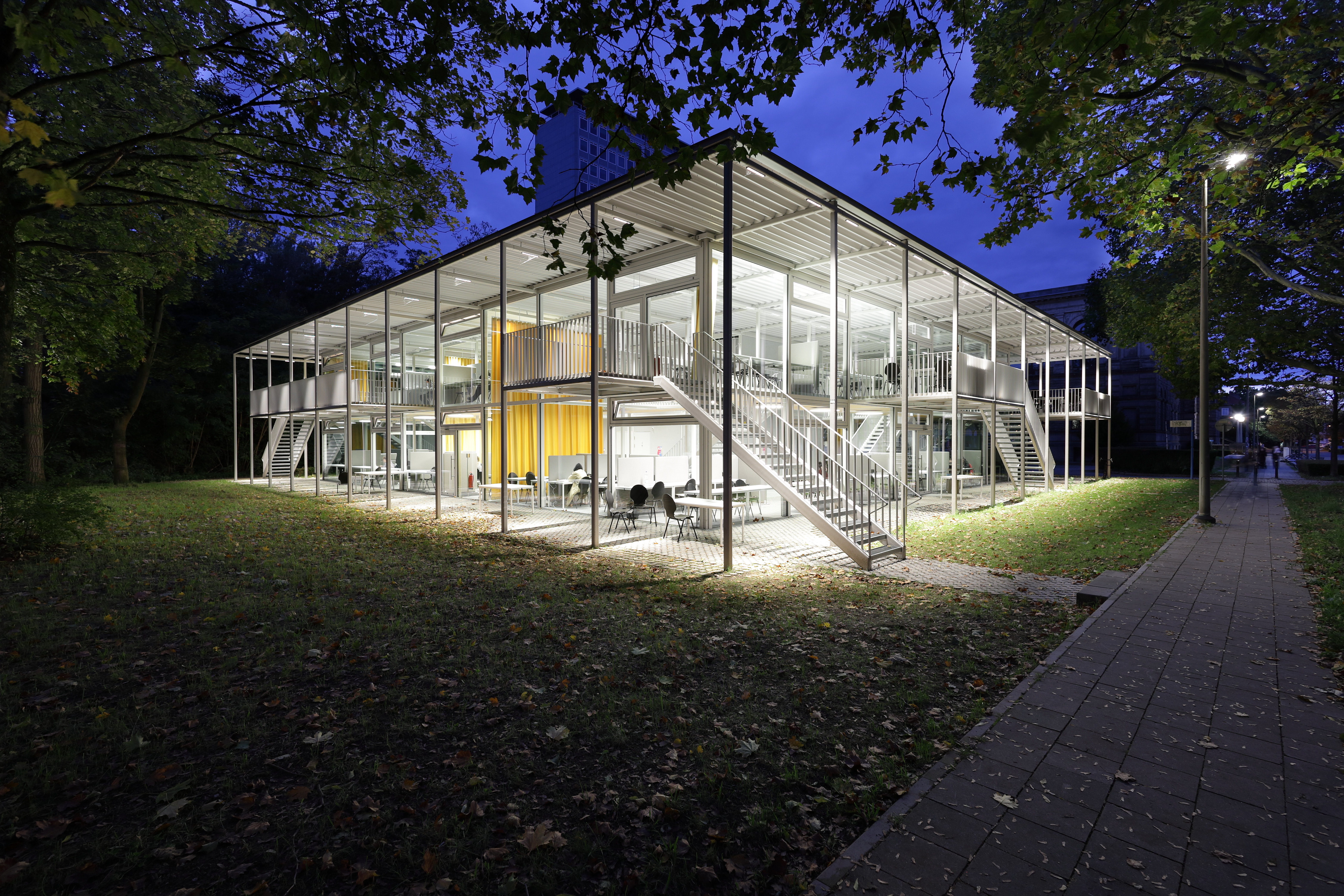
Studierendenhaus, TU Braunschweig, 2023

- 2023: Studierendenhaus der Technischen Universität Braunschweig
- 2026: Brücke in Gundelfingen an der Donau[4]

## Auszeichnungen (Auswahl)
- 2020/2021: Rompreis Villa Massimo[1]
- 2023: Deutscher Architekturpreis[5]
- 2023: Architekturpreis des BDA Niedersachsen[6]
- 2023: Heinze ArchitekturAWARD für das beste „Cradle-to-Cradle-Projekt“[7]
- 2024: DAM Preis für Architektur in Deutschland des Deutschen Architekturmuseums[8]
- 2024: Preis der Europäischen Union für zeitgenössische Architektur (vormals Mies van der Rohe Award)[9][10]
- 2024: Swiss Architectural Award

Bei Wettbewerben wurde Gustav Düsing mit ersten Preisen ausgezeichnet:
- Neue Residenz der Deutschen Botschaft Tel Aviv mit Roland Wolff und Thomas Isselhard[11]
- Neue Architekturschule Siegen der Universität Siegen mit FAKT – Office for Architecture[12]

## Ausstellungen (Auswahl)
- 2012: Loom Hyperbolic, Marrakech Biennale
- 2017: The Antarctic Biennale, Antarktika
- 2021: Sunsight to sunclipse, Villa Massimo, Rom
- 2024: Einzelausstellung Ephemerals, Dittrich & Schlechtriem, Berlin[4]

## Belege
1. 1 2 3 4  villamassimo.de: Villa Massimo 2020/21. Gustav Düsing. Abgerufen am 26. Juli 2025.
2. 1 2  udk-berlin.de: #265 – Gustav Düsing (mit Video). Abgerufen am 26. Juli 2025.
3. ↑  architekturnovember.de: Gustav Düsing Berlin. Abgerufen am 26. Juli 2025.
4. 1 2  gustav-duesing.com: Gustav Düsing. Abgerufen am 26. Juli 2025.
5. ↑  Andreas Eberhard: Deutscher Architekturpreis für Braunschweigs „Studierendenhaus“. In: Braunschweiger Zeitung vom 30. September 2023.
6. ↑  Studierendenhaus TU Braunschweig mit Architekturpreis des BDA Niedersachsen ausgezeichnet vom 24. November 2023 auf nachrichten.idw-online.de.
7. ↑  Heinze ArchitekturAWARD 2023: Bestes Projekt Cradle to Cradle Studierendenhaus TU Braunschweig, 38106 Braunschweig, Pockelsstr. 1.
8. ↑  DAM-Preisträger 2024 auf dam-preis.de.
9. ↑  Deutsche Architekten gewinnen Mies Award – mit Stuttgarter Beteiligung. stuttgarter-nachrichten.de.
10. ↑  Study Pavilion on the campus of the Technical University of Braunschweig, Germany. Beschreibung auf miesarch.com.
11. ↑  Deutsche Botschaft Tel Aviv / Israel Neubau Residenz. Abgerufen am 26. Juli 2025.
12. ↑  Neue Architekturschule. Abgerufen am 26. Juli 2025.

| Personendaten    | Personendaten                                 |
| ---------------- | --------------------------------------------- |
| NAME             | Düsing, Gustav                                |
| KURZBESCHREIBUNG | deutscher Architekt und Installationskünstler |
| GEBURTSDATUM     | 1984                                          |
| GEBURTSORT       | Münster                                       |